# 臓腑弁証
臓腑弁証（ぞうふべんしょう、中国語: 臟腑辨證、脏腑辨证）とは、中医学において証を明らかにする分析方法の一つである。
八綱弁証から発展し、病と病変を有する臓腑を分析するもので、中医学の診断（弁証）において重要な位置にある。
臓腑弁証は、臓病弁証、腑病弁証、臓腑相関弁証の3種に大別される。五臓（心・小腸、肺・大腸、脾・胃、肝・胆、腎・膀胱）を対象とする臓病弁証が中心となり、これに六腑を対象とする腑病弁証と、臓腑間の関係を対象とする臓腑相関弁証が加わる。